# Лісько
Лі́сько, Лі́ско (пол. Lesko, до 1931 Lisko) — Долинянське місто в піденно-східній Польщі, на річці Сян. Розташоване на південному Надсянні, на прадавніх етнічних українсько-руських теренах. Адміністративний центр Ліського повіту Підкарпатського воєводства.
Місто згадують у пісні «Виїзд на чужину» (автор — Степан Малюца).

## Походження назви
Назва «де Лешко» зустрічається вперше в документі 1480 року, нею позначено новостворене місто. Наступні назви Лєско (Lyesko) 1511, Л'єско (Liesko) 1565, Леско (Lesko) 1722. З 1745 по 1931 рр. офіційна назва міста — Лісько (Lisko). В 1931 році з метою продовження полонізації етнічних українських земель встановлена назва Лєско (Lesko). Назва може походити від слова «ліска», «лішка» (діалектна назва ліщини) або «ліс».

## Історія
Терени були вже заселені у преісторичні часи. Археологічні знахідки датуються IV ст. до н. е. і до IV ст. н. е., а також середньовіччя.
Імовірно, поселення русинів на місці майбутнього міста існувало з часів Київської Русі на руському праві. Перша документальна згадка про місто знаходиться в документі 1436 р. Першим відомим війтом міста був Филип, житель м. Сянік, який зрікся посади на користь власника Івана Кміти. Відомо, що в 15 ст. польський король почав «дарувати» давно населені русинами землі своїм підданим за їх віддану службу. Жителі колишньої Русі, котрі ніколи не знали неволі, потрапили у феодальну залежність підданим короля.
В 1443 — Іван Кміта є поручителем у справі введення нового спадкоємця Марцішем з Іваниці і його тітки Ягєнки Кшивецької на села Лісько, Лукавиця, Янківці та інші під замком Соб'єн.
В 1456–1457 рр. — Станіслав, Микола i Іван Кміти, брати з Вишнича, сини Миколи Кміти із Собеня позивали львівського каштеляна Івана Кміти з Вишнича за насильну конфіскацію власності, отриманих ними im sorte vulgariter: замку Собень, сіл Лукавиця, Лісько, Янківці. Близько 1470 р. Лісько отримало права міські по Кмітам, які надали місту герб Шренява (пол. Szreniawa) i мальтійський хрест. В 1477 р. Іван Кміта надав місту магдебурзьке право. В 1490 р. Казимир Ягеллончик надав місту привілеї для організації 2-х річних ярмарок і щотижневих ринків.
Біля 1507 р. Кміти перенесли до Ліська адміністрацію своїх володінь після того, як 1474 року угорці зруйнували замок Соб'єн. Тоді Лісько перенесли від р. Сян (зараз село Посада Лісько) розташували на високому пагорбі (422 м.). Ліско стає резиденцією багатої сім'ї і важливим економічним центром на базі торгівлі та комерції, столицею східних володінь Кмітів.
Перша мурована будівля в місті — костел Благовіщення Пресвятої Діви Марії 1530 р. В 1533 р. Станіслав Кміта побудував мурований житловий будинок. Після смерті Станіслава в 1538 році місто стає власністю його брата — Петра Кміти. Петро Кміта будує в місті замок, ще один костел і церкву. В 1550 р., коли Лісько «тримав» краківський воєвода Петро Кміта, король Сигізмунд ІІ Август дав місту дві привілеї: в одину він підтвердив дві ярмарки і додав третю, у другій — звільнив від податків, у тому числі затвердив статут цехів ліських і створив спеціальний суд для «бескидників» чи грабіжників, які грабували торговців, також створив церковно-приходську школу. Під кінець XVI ст. в місті вже існувало 11 ремісничих цехів, які обійняли близько 40 спеціальностей. В Ліську діяли дві церкви, два костели і синагога. Місто було оточене оборонними валами, у головних брамах — Львівській і Угорській було зведено мости, працював водогін, вибрукований ринок, право складу угорських вин, що давало високі прибутки.
Після смерті Пйотра Кміти, в 1553 р. місто перейшло до його вдови Барбари Кміти з Гербуртів, a в 1580 році — до каштеляна перемиського Станіслава Стадницького — представника родини Стадницьких гебру Шренява. 1582 р. він докупив іншу частину Ліська із замком у сяноцького каштеляна Яна Дрогойовського. В 2-й половині XVIl ст. вибудуваний замок з баштами і бастіоном. Місцевий костел став кальвінським збором, який проіснував тут до пол. XVII ст. Під Стадницькими Лісько пережило час найбільшого розвитку, який тривав до 1 половини XVII ст. В той час місто було важливим осередком торгівлі, ремесел і місцевої культури. В місті проживало близько 1500 мешканців.
1702 року шведські війська наступали на Лісько, намагаючись захопити воєводу волинського Яна Францішека Стадницького. Воєводу схопили, а замок пограбували. Під час III Північної війни місто було знову окуповане військами шведськими Магнуса Стенбока, 17 серпня 1704 року, який залишався там до 28 серпня 1704, а потім замок спалили. Рік потому, під час епідемії чуми померло кілька сотень жителів. Замок був перебудований в 1712 році. Місто протягом 40 років після захвату шведами не могло відродитися. В 1744 році король Август дав місту привілей проводити чотири ярмарки в рік.
Місто належало Стадницьким приблизно до 1713 р. Згодом власники мінялися, аж поки в кінці 18 ст. не перейшло до родини Красицьких, які володіли землею аж до 1944 р.
У 1768 році російські війська зайняли і пограбували місто під час війни з Барською конфедерацією.

### Австрійське правління

Церква Різдва Богородиці 1575 р., у Посаді Ліській (найдавнішій частині міста), у якій до 1945 року знаходилась знаменита ікона Богородиці

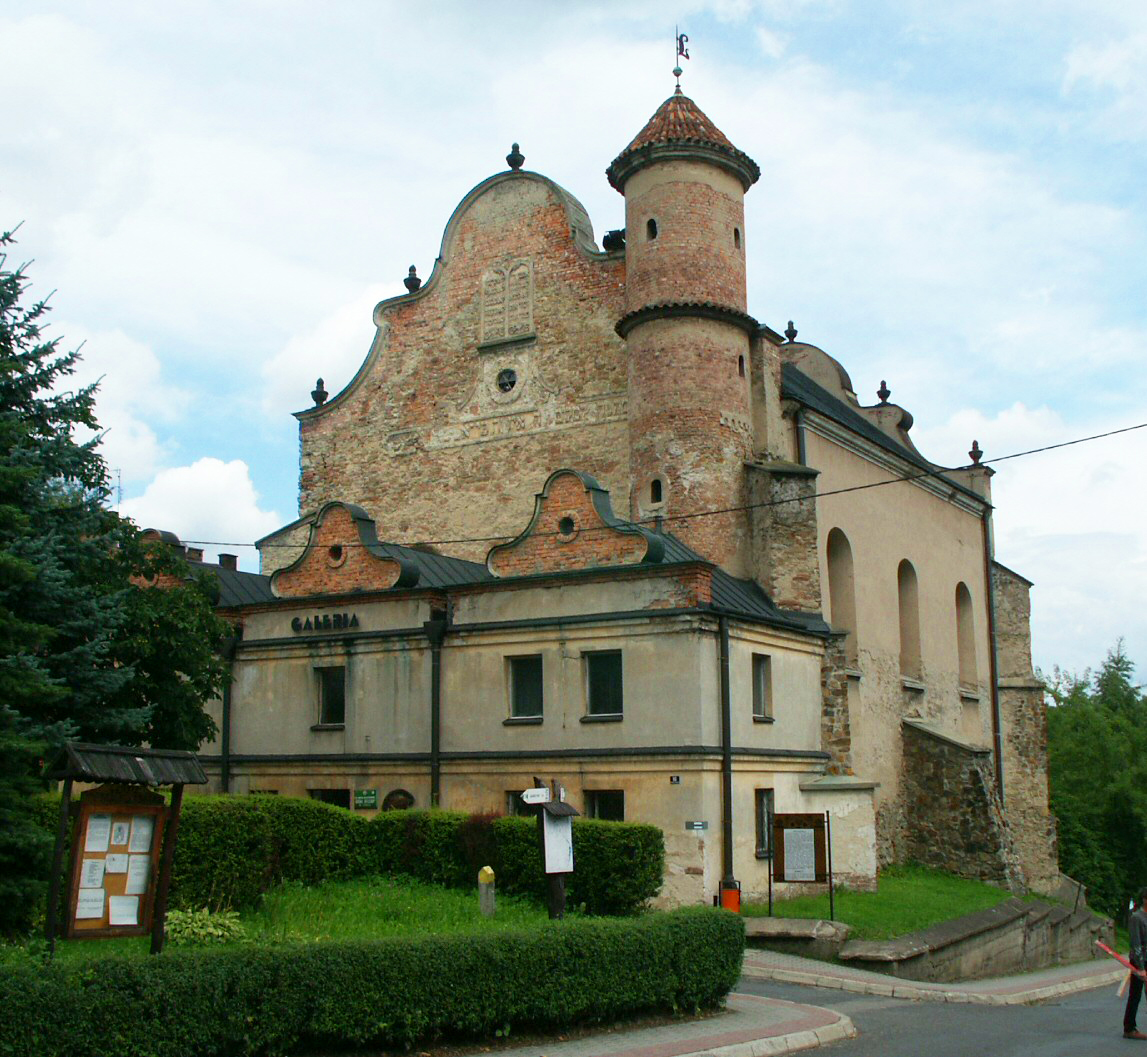
Синагога

З 1772 р. Лісько знаходиться під владою Австрії в складі Королівства Галичини і Лодомерії. В тому ж році Лісько стало центром Ліського циркулу. Повільний розвиток міста був тільки в першій пол. XIX ст. Організувалися невеликі промислові заклади.
Після пожежі 1785 р. замок перебував у руїні, над його відбудовую працював Вінцент Поль — поет і етнограф, який після реставрації замку, оселився в ньому 1839 р.
З 1828 р. Лісько — центр Ліського деканату Перемишської Епархії греко-католицької церкви з 14 парафіями.
З 1855 р. місто стало центром повіту. Власники Красицькі не згодні були мати на території замку частину залізничної лінії, отже, перша угорсько-галицька залізниця прокладена за три кілометри від міста, що мало негативний вплив на подальший розвиток Ліська. У другій половині ХІХ століття Лісько, особливо Град, був культурно-інтелектуальним центром повіту.
В 1878 р. місто постраждало від епідемії холери, a в 1886 р. пожежа знищила 134 будинки — згоріли всі дерев'яні будівлі міста, згодом їх відбудували, як муровані. На початку ХХ століття, у Лісько працювала пилорама, перший в регіоні консервний завод, нафтопереробний завод «Брати Дим» та завод мастильних матеріалів.
У 1908 році відбулися установчі збори «Читальні Просвіти», першим головою якого був тодішній парох і декан отець Іван Бірецький. При Ліській читальні був утворений аматорський драматичний гурток, також у місті діяв Український кооператив «Народній Дім».
Під час Першої світової війни російські війська прийшли до Ліська і підпалили замок. Місту було завдано серйозної шкоди.

### Західноукраїнська Народна Республіка
Після поразки Австро-Угорщини, Прусії та їх союзників українці спробували створити власну державу. 3 листопада 1918 р. в повіті Лісько (як у повітах Городенка, Перемишль, Перемишляни) було встановлено владу Української держави — ЗУНР.

### Міжвоєнна Польща
Українська держава не тривала довго, з 1919 р. Галичина з м. Лісько в її складі опинилась в Польщі, місто належало до Ліського повіту Львівського воєводства. Влада Польщі почала політику полонізації всіх етнічних мешканців, у тому числі українських субетносів — бойків, лемків тощо. В давніх українських поселеннях почали призначати війтів і солтисів з поляків. Почалися гоніння на українську культуру і церкву, інтелігенцію, парохів тощо.
В 1921 р. приблизно 63 % населення міста (2400 осіб) були юдеями. До 1931 р. місто називалося Лісько, згодом Лєско. Після повернення з війни проти більшовиків замок у Ліську був знову відбудований Августом Красицьким.
На 01.01.1939 у місті було 4300 жителів, з них 550 українців, 1150 поляків і 2600 євреїв.

### У складі Української РСР
У 1939–1941 та 1944–1945 рр. місто належало до СРСР і було районним центром Ліськівського району Дрогобицької області (обласний центр — місто Дрогобич).

### У складі Польщі
У березні 1945 року згідно з радянсько-польським договорами Бірчанський район з районним центром Бірча, Ліськівський район з районним центром Лісько та західна частина Перемишльського району (з містом Перемишль) зі складу Дрогобицької області передано Польщі.
Весною 1946 р. комуністичні влади Польщі і Радянського Союзу насильно переселили етнічне українське населення зі своїх земель до СРСР. Ті родини, які уникнули переселення 1946 року, були вигнані в північні райони Польщі в 1947 р. під час акції «Вісла». Після смерті Сталіна, уряд Польщі дозволив окремим українцям повернутися до своїх земель, і скористались цим окремі родини.

### Церква Ради Матері Божої і святого Миколая
Ймовірно, церква існувала ще раніше, ніж дерев'яна, згадана в 1564 р. Наступна була теж дерев'яна. Після неї збудовано муровану в 1837 чи 1848 р., оновлено 1905-го. Церква парафіяльна, Ліського Деканату. Після насильного виселення в СРСР вірні забрали з собою багато церковного майна. Після 1947 р. використовувалась, як склад. Під кінець 1963 р. група мешканців звернулася до влади з проханням передати церкву православній парафії. Влада відмовила в цьому, мотивуючи тим, що невелика група православних не буде взмозі утримувати церкву в гарному стані. 10 квітня 1964 р. злочинна комуністична влада дала згоду на розбирання церкви, що згодом і було зроблено. На її місці побудували будинок банку.

## Демографія
Демографічна структура станом на 31 березня 2011 року:
|          | Загалом | Допрацездатний вік | Працездатний вік | Постпрацездатний вік |
| -------- | ------- | ------------------ | ---------------- | -------------------- |
| Чоловіки | 2744    | 530                | 1912             | 302                  |
| Жінки    | 3034    | 526                | 1882             | 626                  |
| Разом    | 5778    | 1056               | 3794             | 928                  |

## Відомі люди
- Йосафат Коциловський — навчався в школі
- Старух Михайло — депутат Ліської повітової ради, посол до Галицького сейму від округу Лісько — Балигрод — Лютовиська у 1861—1866 роках[14]
- Старух Антін — депутат Ліської повітової ради, комісар Ліського повіту ЗУНР.
- отець Лозинський Йосиф — парох (УГКЦ) міста, посол Галицького сейму 1-го скликання від округу Яворів — Краковець.[15]
- Сас Струтинський Іван — доктор, адвокат, віцемаршалок Ліської повітової ради.
- Богдан Прах — пресвітер УГКЦ, доктор наук, громадський діяч, провідний науковець у галузі церковної історії, ректор Українського католицького університету, ректор Львівської Духовної Семінарії Святого Духа (1998—2007), засновник фонду ім. Митрополита Андрея Шептицького.
- Іван Брик (8.7.1879, Устрики Долішні, пов. Лісько — 1947, м. Ляндек, Тироль, Австрія) — професор, доктор філософії (університет Відня), визначний філолог, громадський і педагогічний діяч, засновник «Української громади» в м. Прага, викладач Таємного українського університету у Львові, голова Львівського відділу товариства «Просвіта» в 1922, 1928—1929 і 1932—1939 рр., активний учасник «Шкільного Союзу», від уряду Чехословаччини отримав орден Чеського Льва.

### Парламентські посли від Ліська
- Сич Дмитро — посол до Галицького сейму від округу Лісько — Балигрод — Лютовиська 2-го скликання у 1867—1869 роках[16]
- Керепин Іван — український селянин з Лемківщини, громадський діяч, посол до Галицького сейму 3-го скликання[17]
- доктор Іскрицький Олександр — український адвокат у місті Сяніку, посол до Галицького сейму 5-го скликання у 1883 році[18]

### Дідичі
- Пйотр Ожґа — підкоморій львівський[19]

### Поховані
- Єнджей Самуель зі Жмігроду Стадницький — каштелян любачівський[20]
- Ян Францішек Стадницький — волинський воєвода[21]